# Pas Pircas Negras
El Pas Pircas Negras (castellà: Paso Pircas Negras) és un coll fronterer entre les repúbliques de Xile i Argentina, situat en la serralada dels Andes a una altura de 4.164 metres sobre el nivell mitjà del mar. Uneix la II Regió d'Atacama, Xile amb la Província de La Rioja, Argentina. El pas solament està habilitat pocs mesos, principalment els d'estiu, hi ha refugis per ser utilitzats en casos d'emergència, els vehicles a tracció en les quatre rodes (4x4) són els aptes en aquest lloc i les rutes de tots dos països són de "ripio" (terra i grava) consolidat.

## Galeria

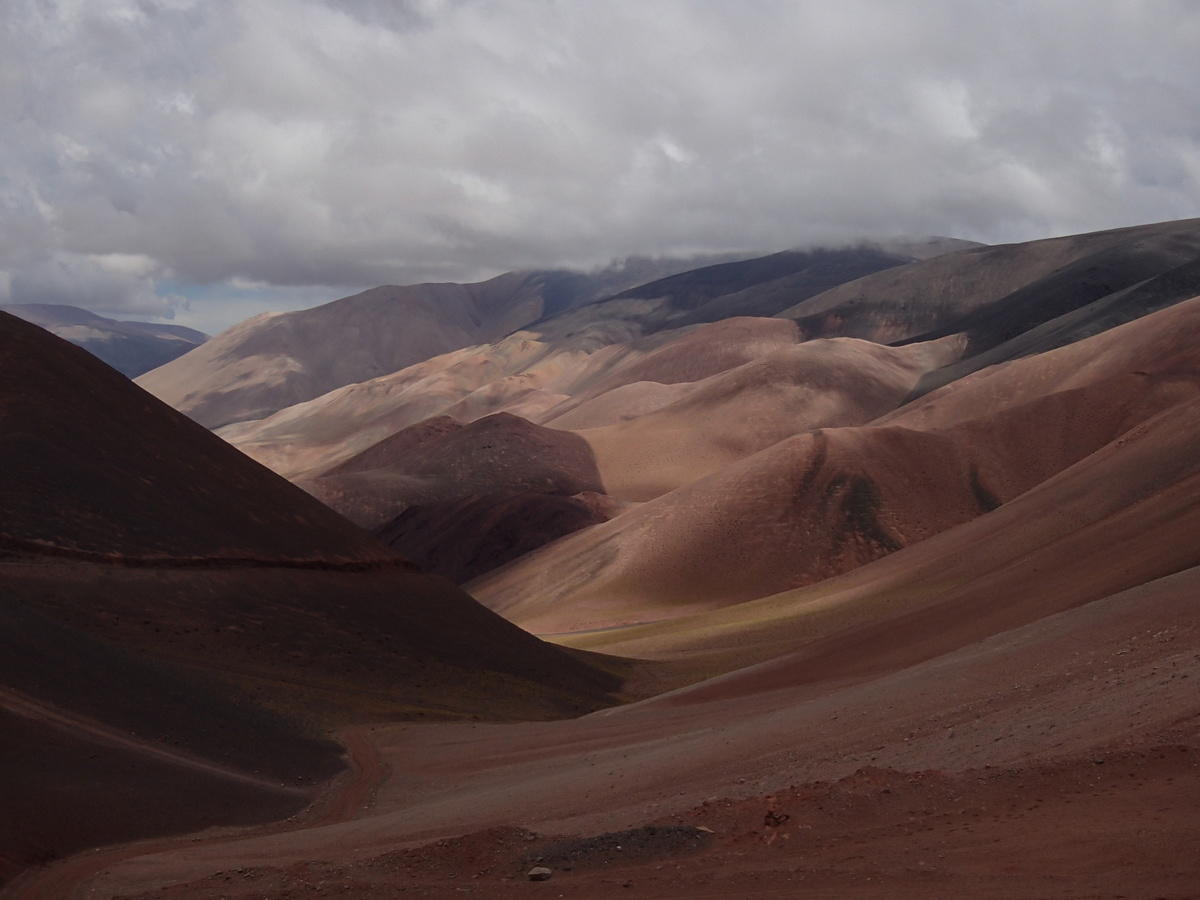
Pas Pircas Negras, costat argentí
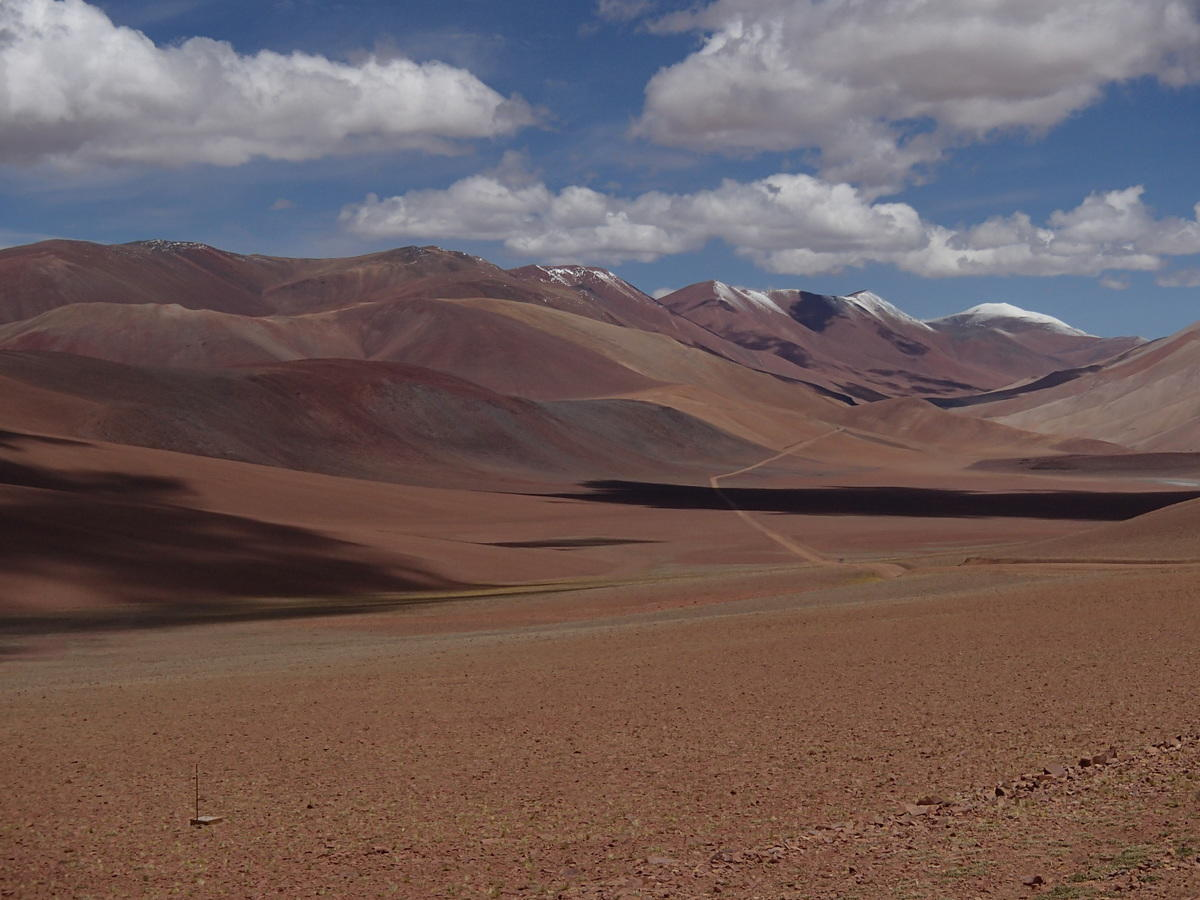
Pas Pircas Negras, costat xilè
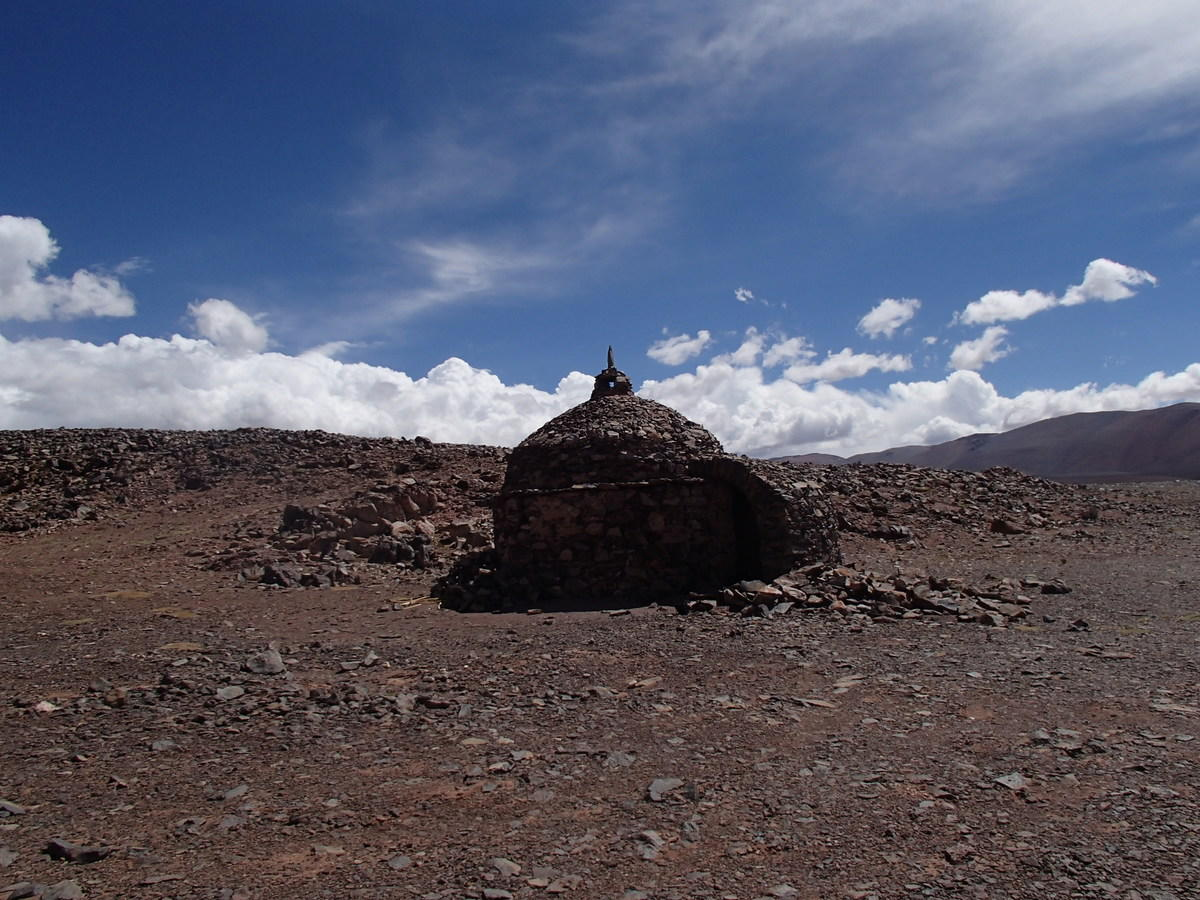
Refugi El Zajón